# Sorghastrum stipoides
Sorghastrum stipoides là một loài thực vật có hoa trong họ Hòa thảo. Loài này được (Kunth) Nash miêu tả khoa học đầu tiên năm 1912.